# Necrotaulius minutissimus
Necrotaulius minutissimus is een fossiele soort schietmot uit de familie Necrotauliidae.